# Серадовиці-Перші
Серадовиці-Перші (пол. Sieradowice Pierwsze) — село в Польщі, у гміні Бодзентин Келецького повіту Свентокшиського воєводства.
Населення — 206 осіб (2011).
У 1975-1998 роках село належало до Келецького воєводства.

## Демографія
Демографічна структура на день 31 березня 2011 року:
|          | Загалом | Допрацездатний вік | Працездатний вік | Постпрацездатний вік |
| -------- | ------- | ------------------ | ---------------- | -------------------- |
| Чоловіки | 116     | 25                 | 83               | 8                    |
| Жінки    | 90      | 16                 | 49               | 25                   |
| Разом    | 206     | 41                 | 132              | 33                   |